# Sosyal Demokrasi Partisi
Sosyal Demokrasi Partisi (Strana sociální demokracie, SODEP) byla na počátku 80. let 20. století jednou ze dvou hlavních tureckých politických stran, později se však sloučila s Populistickou stranou (Halkçı Parti, HP) a tím v roce 1985 vytvořila Sociálně demokratickou populistickou stranu (Sosyaldemokrat Halkçı Parti, SHP).

## Ideologie
Republikánská lidová strana (Cumhuriyet Halk Partisi, CHP), jejíž poporovatelé později založili SODEP, měla šest zásad: sekularismus, etatismus, populismus, reformismus, nacionalismus a republikanismus (vizte kemalismus). Po roce 1960 však byla Republikánská lidová strana označována také za sociálně demokratickou stranu. SODEP, jakožto strana stejné tradice, byla rovněž sociálně demokratickou stranou se silným důrazem na sekularismus. Logem strany byla olivová ratolest.

## Historie

### Pozadí
Po převratu v roce 1980 byly 16. října 1981 vojenskou vládou (vládnoucí prostřednictvím Rady národní bezpečnosti, turecky MGK) rozpuštěny všechny politické strany bez ohledu na jejich ideologii. Přibližně rok a půl žádné politické strany neexistovaly. Nakonec se MGK rozhodla s přísnými omezeními vznik nových stran povolit. Nové strany nesměly používat názvy bývalých stran a vysoce postavení politici nesměli být statutárními členy nových stran. Kromě toho měla MGK pravomoc odmítnout členy zakládajících stran. Strana, která neměla určitý počet statutárních členů, nesměla kandidovat ve volbách. (Tuto pravomoc noviny nazývaly právem veta). Tím MGK získala pravomoc omezit počet stran, které budou kandidovat v nadcházejících parlamentních volbách.

### Vznik strany
SODEP založili bývalí stoupenci zakázané Republikánské lidové strany (Cumhuriyet Halk Partisi, CHP), která je obvykle považována za zakladatelku turecké republiky v roce 1923. Nově založených stran však bylo mnoho a bylo by velmi obtížné oslovit voliče, aniž by se odvolávali na jména bývalých stran a politiků. Zakladatelé strany proto požádali Erdala İnönüho, aby se stal jejím předsedou. İnönü byl profesor fyziky, který sice nikdy v politice nepůsobil, ale byl synem İsmeta İnönüa, druhého tureckého prezidenta. İnönü, který se zpočátku zdráhal, nakonec souhlasil. Mezi dalšími statutárními členy byli Türkân Akyol, Oktay Ekşi, Cahit Külebi a Cahit Talas.

### Volby vroce 1983
23. června bylo 21 členů SODEP, včetně İnönüho, Radou národní bezpečnosti zamítnuto, ale strana zrušena nebyla a zakladatelé se rozhodli pokračovat s novými členy. Novým předsedou se stal Cezmi Kartay, jehož jméno zamítnuto nebylo. Kvůli následnému vetu se však strana do parlamentních voleb, které se konaly 6. listopadu 1983, nemohla kvalifikovat (stejně jako většina ostatních stran). V těchto volbách většina voličů, kteří před převratem hlasovali pro Republikánskou lidovou stranu, nyní svůj hlas odevzdali Lidové straně (Halkçı Parti, HP). Lidová strana získala 30,5 % hlasů a stala se hlavní opoziční stranou vůči vítězné Straně vlasti (Anavatan Partisi, ANAP).

### Volby vroce 1984
Po volbách v roce 1983 ztratila Rada národní bezpečnosti své dosavadní právo veta a 18. prosince (pouhých 42 dní po volbách v roce 1983) se předsedou strany SODEP stal podruhé Erdal İnönü. SODEP se rychle kvalifikovala do dalších voleb, kterými byly komunální volby 21. března. V těchto volbách sice SODEP skončila na druhém místě s 23,4 % hlasů, ale HP získala jen skromných 8,8 %. Bylo zřejmé, že voliči bývalé CHP vsadili i na SODEP – i když HP byla stále hlavní opoziční stranou v parlamentu.

### Spojení sHalkçı Parti
Na obě strany byl vyvíjen značný tlak veřejnosti, aby se spojily. Erdal İnönü a Aydın Güven Gürkan, nový předseda HP, se sešli a dohodli se na plánu sloučení obou stran. SODEP se s HP sloučila dne 3. listopadu 1985. İnönü souhlasil, že se během sloučení vzdá svého mandátu. Nová strana vzniklá tímto sloučením se jmenovala Sociálně demokratická lidová strana (Sosyal Demokrat Halkçı Parti) se zkratkou SHP, která připomínala zkratku CHP, a stranickou vlajkou se šesti šípy, která také připomínala vlajku CHP. Zkratku však SHP nelze zaměňovat se stejnou zkratkou, kterou po roce 2002 používala podobně pojmenovaná, ale odlišná Sociálně demokratická lidová strana (Sosyaldemokrat Halk Partisi).